# Shari Van Belle
Shari Van Belle, née le 22 décembre 1999 en Belgique, est une footballeuse internationale belge.

## Biographie
En mai 2017, elle remporte la Coupe de Belgique avec La Gantoise, en battant le RSC Anderlecht en finale. Par la suite, en avril 2019, elle remporte de nouveau la Coupe de Belgique, en s'imposant contre le Standard de Liège en finale.
En juin 2022, elle fait partie des 28 joueuses lors de la préparation de la sélection belge à l'Euro 2022. Cependant, quelques jours plus tard, elle quitte l'équipe nationale, n'étant pas reprise dans la sélection définitive d'Ives Serneels pour l'Euro.

## Palmarès
- La Gantoise
  - Coupe de Belgique (2) : 2017, 2019

- Standard de Liège
  - Coupe de Belgique (1) : 2025

- Équipe de Belgique

- Pinatar Cup (1) :
  - Vainqueur : 2022.